# Max Adler
Max Adler (Viena, 1873-1937), Va ser un sociòleg, jurista, polític i filòsof marxista austríac i un dels principals representants de l'austromarxisme.

## Biografia
Max Adler va estudiar filosofia i dret, i es va doctorar el 1896. Va treballar com advocat professional. Va començar a ensenyar al "Cercle de Schönbrunn" a principis de l'estiu de 1919. El 1920 va obtenir l'habilitació com a professor de sociologia i filosofia social. Va ser catedràtic de dret polític a la Universitat de Viena.

## Significació política
Afiliat al Partit Obrer Socialdemòcrata d'Àustria (Sozialdemokratische Arbeiterpartei in Österreich, SDAPÖ) el 1893, va formar part de la seva ala esquerra. Va formar de l'Associació Lliure dels Estudiants Socialistes (Freie Vereinigung Sozialistischer Studenten). De 1919 a 1921 va ser membre socialdemòcrata del parlament regional de Niederösterreich. Adler, entre 1904 i 1923, amb Rudolf Hilferding, va ser editor de "Marx-Studien". Des d'aquest àmbit participaren el 1910-1911, amb l'historiador marxista rus David Riazanov, en un projecte d'edició de les obres completes de Karl Marx que no va reeixir. Adler era professor de l'escola de formació dels socialdemòcrates austríacs. Internacionalista, es va oposar a la Primera Guerra Mundial. I, en contra de la majoria del partit socialdemòcrata, va defensar posicions pacifistes des del "Cercle Karl Marx" de Viena, al costat d'altres militants internacionalistes com Josef Strasser, Therese Schlesinger, Gabriele Proft i Robert Danneberg. Després de la vaga de gener de 1918 es varen formar a Àustria consells obrers. Adler mateix va ser membre del consell de Viena. El 1919 publicà "Democràcia i consells obrers", lluny del comunisme però un text que volia establir un diàleg amb els comunistes des de l'esquerra del socialisme.
Es va oposar teòricament i ideològicament als bolxevics i va predir que la política leninista seria l'instrument d'una nova opressió.
El 1926 va publicar "Politische oder soziale Demokratie" (Democràcia política i democràcia social).

## Aportació al marxisme i a la filosofia
L'obra d'Adler es va centrar en l'objectiu de proporcionar una fonamentació teòrica a la sociologia mitjançant l'aplicació sistemàtica de l'epistemologia kantiana a l'estudi de les societats, en el marc de la concepció materialista de la història. La voluntat de conciliar la teoria del coneixement de Kant amb el materialisme històric ja es troba present a la seva primera obra important "Kausalität und Teleologie im Streite um die Wissenschaft" (Causalitat i teleologia en la lluita entorn de la ciència), publicada el 1904 en els "Marx-Studien", on introduí el concepte d'un coneixement "a priori" dels fenòmens socials, fundat en una consciència social que vendria exigida per la mateixa natura i necessitats del pensament, i que seria condició transcendent en la socialització històrica.
El "transcendentalisme social" d'Adler va significar un esforç per dotar d'una base epistemològica al conjunt de lleis causals que regeixen el desenvolupament material i econòmic de la història. D'aquesta forma, el marxisme s'havia d'alliberar de la metafísica materialista, a la manera com Kant havia fet el mateix en les ciències naturals en fonamentar epistemològicament la mecànica newtoniana.
La síntesi de les doctrines de Kant i de Marx va constituir el tema de nombrosos estudis històrics i teòrics dedicats per Adler als dos autors: "Marx als Denker" (Marx com a pensador), de 1908; "Wegweiser. Studien zur Geistesgeschichte des Sozialismus" (El pal indicador. Estudis sobre la història intel·lectual del socialisme), de 1914; "Kant un der Marxismus" (Kant i el marxisme), de 1925, i "Das Soziologische in Kants Erkenntniskritik" (El sociològic en la crítica del coneixement de Kant), de 1925. Influït pel corrent de pensament marxista iniciada per E. Bernstein i que va comptar amb F. Staudinger i K. Vorländer entre els seus seguidors, Adler va procurar accentuar la importància dels temes ètics més enllà de les consideracions d'ordre històric i econòmic, dedicant a aquesta qüestió la seva obra "Ethik und Naturalismus" (Ètica i naturalisme, 1910).
Altres de les seves obres importants són "Problemes marxistes: Contribucions a la teoria de la concepció materialista de la història i de la dialèctica" (Marxistische Probleme, 1913); "El sentit històrico-social de l'obra de Karl Marx" (Der sozialgeschichtliche Sinn der Lehre von Karl Marx, 1914); "El marxisme com a doctrina proletària de la vida" (Der Marxismus als proletarische Lebenslehre, 1922); "Manual de la concepció materialista de la història" (Lehrbuch der materialistische Geschichtsauffassung, 1930) i "L'enigma de la societat. Cap a una fonamentació crítica del coneixement en les ciències socials" (Die Rätsel der Gesellschaft. Zur erkenntniskritischen Grundlegung der Sozialwissenschaften, 1936).

## Obres
- Immanuel Kant zum Gedächtnis. Gedenkrede zum 100. Todestag. Wien 1904.
- Kausalität und Teleologie im Streite um die Wissenschaft. In: Marx-Studien. Bd. 1, Wien 1904, S. 195–433.
- Marx als Denker. Berlin 1908 (Digitalisat 2. umgearb. Aufl. Wien 1921).
- Der Sozialismus und die Intellektuellen. Wien 1910 (1919, 1920 und 1923).
- Der soziologische Sinn der Lehre von Karl Marx. Leipzig 1914.
- Wegweiser. Studien zur Geistesgeschichte des Sozialismus. Stuttgart: Dietz 1914 (Onlinefassung).
- Prinzip oder Romantik! Sozialistische Betrachtungen zum Weltkriege. Nürnberg 1915.
- Demokratie und Rätesystem. Wien 1919.
- Engels als Denker. Berlin 1920 (1925).
- Die Staatsauffassung des Marxismus. Ein Beitrag zur Unterscheidung von soziologischer und juristischer Methode. Wien 1922.
- Das Soziologische in Kants Erkenntniskritik. Wien 1924.
- Kant und der Marxismus. Berlin 1925; davon Neudruck: Ahlen 1975, ISBN 3-511-09020-2.
- Politische oder soziale Demokratie. Berlin 1926.
- Lehrbuch der materialistischen Geschichtsauffassung, 2 Bde. Berlin 1930/32.
- Linkssozialismus. Notwendige Betrachtungen über Reformismus und revolutionären Sozialismus, Karlsbad 1933.
- Das Rätsel der Gesellschaft. Zur erkenntnis-kritischen Grundlegung der Sozialwissenschaft. Wien 1936.
- Max Stirner und der moderne Sozialismus. Feuilletons aus der Arbeiter-Zeitung vom Oktober 1906. Wien 1992, ISBN 3-900434-36-0.
- Marx und Engels als Denker. Eingeleitet von Thomas Meyer. makol Verlag, Frankfurt am Main 1972.